# Лирско-епска поезија
Лирско-епске песме или како их је Вук Караџић назвао песме "на међи", су врста песама које у себи имају елементе и епских и лирских песама.
Вршећи класификацију народне књижевности Вук Караџић је утврдио да има песама које су на међи између лирских и епских. Оне увек опевају неко осећање, па су садржајно ближе лирским песмама. Али, постоји развијена радња, главни јунак, епизодне личности и врло јако субјективно осећање ствараоца. По тим особинама личе на епске песме. Дуже су од лирских песама, а догађаји су описани врло осећајно. Теме тих песама су најчешће љубав или мржња везане за породични живот. Емотивно и епско тј. наративно даје посебно својство овим песмама које ће и условити њихов назив: епско-лирске или лирско-епске песме.

## Подела
Према ствараоцима, лирско-епске песме деле се на:
- народне или усмене (непознати ствараоци),
- уметничке или писане (познати ствараоци).

Према теми и идеји, лирско-епске песме деле се на:
- баладе,
- романсе,
- поеме.

### Баладе
Баладе су настале у Француској, Шпанији и Енглеској. По својој структури ближе су епским песмама. Могу бити и народне и уметничке.
У почетку свога развоја баладе су се певале уз игру, а касније су се развиле у самосталну песму са лирско-епском садржином. Балада је у ствари песничка приповетка која, сликајући неки трагичан догађај, изазива у нама лирска расположења.
У средишту њиховог певања је обично породични живот, неки трагичан догађај из тог живота који прекида љубав, срећу, породичну идилу.
Битне одлике баладе као епско-лирске врсте
- себи садрже лирско (снажна осећања), епско (наративно) и драмско (дијалог, оштар сукоб);
- балада у себи носи нешто неодређено, кобно и тајанствено, што извире из наративног, због чега и узбуђење и неизвесност док је читамо;
- предмет баладе нису опис јунака и његови подвизи, већ унутрашњи душевни свет; уместо спољашњих догађаја у њима доминирају психички потреси;
- нема епских поступности нити ретардације, успоравајућих места; уместо тога – имају динамичне мотиве и убрзани ток радње, са усмеравањем на несхватљиво, непредвидљиво и неразумно понашање јунака;
- балада се везује за једну ситуацију у којој се човек, не својом вољом, нашао, а чије разрешење постаје драматично, са неизбежним трагичним исходом;
- младост, лепота, љубав најчешће су на удару кобних околности, са неком предодређеношћу у себи да губе битку са животом и страдају;
- достојанство и одлучност онога који страда и до краја брани своје осећање, свој став – јесте битно својство јунака у балади;
- стихови баладе обично се састоје од истог броја слогова и римују се;
- на крају сваке баладе налази се порука која је тужно обојена.

Најпознатије баладе у српској књижевности су: Хасанагиница, Предраг и Ненад, Женидба Милића барјактара и Смрт Омера и Мериме.
Уметничке баладе стварали су Јован Јовановић Змај (Три хајдука), Лаза Костић (Минадир), Станко Враз (Бура), Милорад Митровић (Дон Рамиро), Антон Ашкерц (Мејник) и други.

### Романсе
Највише су се неговале у Шпанији, а одатле су се рашириле и у друге земље Европе. Назив потиче од шпанске речи romanza, што значи „песма о јунаку”.
Романсе су ближе лирским песмама, а осећања варирају од радости и чежње до туге. Основни мотиви у романсама су: љубав, растанци, породични односи. Могу бити и народне и уметничке.
Битне одлике романси као епско-лирске врсте:
- романса је лирско-епска врста махом љубавног садржаја;
- у њој преовладава лирски тон и емотивно стање које иде од сетног до ведрог расположења;
- у романси се јављају неспоразуми, субјекат наилази на неразумевање, али се, на крају, све завршава без кобних последица (смрти);
- по мелодији и осећањима која постају доминантна у њима, романске су најсродније лирским народним песмама.
- у романсама се налазе љубавни мотиви, а често и родољубиви, породични, социјални и патриотски.

Као што су разноврсне по опеваним осећањима (радост, чежња, устрепталост, туга, неизвесност, бол), романсе су исто тако разноврсне и по својој тематици. Поред љубавног мотива, који је у овој врсти доминантан, народни певач се често инспирисао и породичним, социјалним и патриотским темама.
Познате романсе у српској књижевности су: Стојан и Љиљана, Биљана платно белеше, Драга кошуљу прала, Да би наши стари знали и друге.
Битне одлике уметничких романси:
- теме су најчешће љубав, мегдани, увреда части;
- догађаји се нижу (епска одлика) и завршавају срећно;
- на крају романсе налази се порука или похвала јунаку;
- љубав је срећна и топла (лирске одлике);
- стихови се римују.

Уметничке романсе стварали су Војислав Илић (Љубавна трка), Милорад Митровић (Папучица) и други.

### Поеме
Поема може бити само уметничка. То је епска песма, али са лирским моментима. Сврстана је у лирско-епску поезију јер се у њој опевају и догађаји и осећања, тј. и епски и лирски елементи. У поемама истовремено постоји ток епског причања, јака лична расположења и размишљања. Зато су поеме богате сликарским и музичким моментима. У композицији поеме налази се више певања.
Поеме су писали Славко Вукосављевић (Кадињача), Иван Горан Ковачић (Јама), Оскар Давичо (Зрењанин), Скендер Куленовић (Стојанка мајка Кнежопољка) и други.